# Sosnówka
Sosnówka è un comune rurale polacco del distretto di Biała Podlaska, nel voivodato di Lublino.
Ricopre una superficie di 148,43 km² e nel 2006 contava 2 747 abitanti.